# Volkswagen Golf IV
Volkswagen Golf IV er betegnelsen for fjerde modelgeneration af den lille mellemklassebilserie Volkswagen Golf. Modellen afløste Golf III i oktober 1997.
Med den fjerde modelgeneration af Golf, type 1J, ville Volkswagen sætte nye kvalitetsstandarder for fremtidige produkter fra firmaet: Karrosseriet var elektrolytisk fuldt forzinket, og Volkswagen gav en 12-årig garanti mod gennemtæring. Som følge af en nykonstrueret, overliggende motorophængning med centermonteret pendulstøtte på vognbunden kunne vibrationerne stort set elimineres. I forhold til forgængerens opbygning kunne gabet mellem karrosserielementerne reduceres, hvilket kom kvaliteten til gode. I løbet af modellens levetid blev der introduceret pumpe/dyse-dieselmotorer og CAN-Bus.
I oktober 2003 blev modellen i Europa afløst af Golf V. Stationcarversionen blev fortsat produceret frem til juni 2006, og først derefter afløst af en tilsvarende version af Golf V.
I Nordamerika blev Golf V dog først introduceret i 2006, og i Sydamerika fremstilles modellen stadigvæk (2011), men fik dog et facelift i 2007. I Canada sælges modellen sideløbende med Golf V (som der hedder "Rabbit") under navnet "City Golf". Mellem 2006 og 2008 blev Golf IV i Kina solgt under navnet "Bora HS", også med facelift men dog med en anden optik.
Golf IV var Europas mest solgte bil i 2001, men kom i 2002 ned på andenpladsen efter Peugeot 206. Den 31. december 2008 var der i Tyskland indregistreret 1.558.955 Golf IV'ere.

## Modelhistorie

### Modelår 1998
Oktober 1997: Introduktion af Golf IV som femdørs med følgende motorer:
- 1,4 55 kW (75 hk)
- 1,6 74 kW (100 hk)
- 1,8 92 kW (125 hk)
- 1,8 T 110 kW (150 hk)
- 2,3 VR5 110 kW (150 hk)
- 1,9 SDI 50 kW (68 hk)
- 1,9 TDI 66 kW (90 hk) hhv. 81 kW (110 hk)

Golf III Variant og Cabriolet fortsætter indtil videre i produktion.
Januar 1998: Produktionsstart for tredørsudgaven.

### Modelår 1999
Juni 1998:
- Prisstigninger.
- Nye radioer.
- Modificeret ledningsnet.
- Modificerede kontakter til spejljustering og skydetag.

September 1998:
- Udvalgte motorer nu tilgængelige med firehjulstræksystemet 4Motion.
- Sedanversion Bora.

Januar 1999:
- 2,0-litersmotor med 85 kW (115 hk) afløser 1,8 92 kW (125 hk) med forhjulstræk (fås fortsat som 4Motion).
- ESP nu tilgængeligt som ekstraudstyr (undtagen 1,4 og 1,9 SDI samt modeller med automatgear eller 4Motion).

### Modelår 2000
Maj 1999:
- Stationcarversion Variant.
- Kørecomputer nu integreret i det centrale infodisplay.
- Bakspejl nu i hvid i stedet for sort.
- Sideblinklys nu i hvid i stedet for gul hhv. sort.
- 1,9 TDI 66 kW (90 hk) nu også med firetrins automatgear.
- Alarmanlæg nu også med kabineovervågning.
- 1,9 TDI 85 kW (115 hk) med 6-trins gearkasse nu også for Golf Limousine.
- 1,6 74 kW (100 hk) opfylder nu D4-normen.
- Serviceintervaller nu forlænget til 30.000 (benzin) hhv 50.000 (diesel, undtagen pumpe/dyse) km med udstyrskode QG1 gennem:
  - Intelligent serviceintervalindikator. Afhængigt af kørestil kan intervallet igen falde til 15.000 km.
  - Oliestandsmåler inkl. indikator i kombiinstrumentet samt olietemperaturindikator.
  - Bremseslidindikator inkl. indikator i kombiinstrumentet.
  - Speciel LongLife-motorolie efter VW-norm 503 00 (benzin) hhv. 506 00 (diesel).
  - Lavere tolerance for særligt belastede motordele.
  - Oliefilter og -køler med øget gennemløbsmængde.
  - Vedligeholdelsesfrit bly-cadmium-batteri.

Juni 1999:
- Prisstigninger.
- Specialmodel Generation.

Juli 1999:
- Xenonforlygter tilgængelige som ekstraudstyr.
- Golf 2,8 V6 150 kW (204 hk) tilgængelig.
- Udstyrsversion Colour Concept. Baseret på Highline hhv. med 150 hk-motor på GTI.
  - Tilgængelig med alle motorer fra 90 hk og opefter, dog undtagen V6.
  - Dæk 205/55 R 16 på alufælge "Montreal" 6,5J×16, med 150 hk-motor dog BBS-fælge.
  - Varmedæmpende forrude.
  - Læderudstyr i sort/bilfarve eller sort/sort.
  - Recaro-sportssæder foran, højdejusterbart passagersæde.
  - Lændehvirvelstøtte og sædevarme foran.
  - Tekstilfodmåtter.
  - Treeget rat med nitter i bilens farve, gearstangsmanchet med læderbetræk i bilens farve, gearstangsknop med læderbetræk og ring i bilens farve samt håndbremsegreb med læderbetræk i bilens farve.
  - Dekorationsindlæg af aluminium.

September 1999: Elektronisk stabilitetsprogram (ESP) standard i alle Golf-modeller undtagen 1,4 og 1,6, men kan dog afbestilles mod prisfradrag på 250 €.
Januar 2000: 1,6-liters benzinmotor med manuelt gear nu med 16 ventiler og 105 hk/148 Nm til samme pris som hidtil.
Februar 2000:
- Modificeret kopholder fortil.
- Gardinairbags tilgængelige som ekstraudstyr til femdørs; følger til tredørs midt på året.

April 2000: Softwareopdatering til ESP, da et overophedet bremsesystem kan føre til at ESP svigter.

### Modelår 2001
Maj 2000:
- Nye muligheder for ekstraudstyr:
  - Bagsæde med to integrerede børnesæder.
  - Sportsundervogn, sænket 20 mm (fra og med 90 hk).
  - Navigationssystem med dynamisk ruteføring.
  - Multifunktionslæderrat (til radio og fartpilot).
  - Træ-/læderrat
- 1,8 92 kW (125 hk) heller ikke længere tilgængelig som 4Motion, og udgår dermed helt. Afløses af 2,0 85 kW (115 hk) med 4Motion.

Juli 2000:
- Prisstigninger.
- Alle benzinmotorer med undtagelse af V5 opfylder nu Euro4.
- Specialmodel Edition med bl.a. el-spejle, el-ruder og centrallåsesystem.

20. september 2000: Golf nr. 20.000.000 fremstilles.
Oktober 2000:
- Nye motorer:
  - 1,9 TDI 74 kW (100 hk)/240 Nm: Pumpe/dyse-indsprøjtning og 5-trins gearkasse; skal på længere sigt afløse TDI'erne med 90, 110 og 115 hk.
  - 1,9 TDI 110 kW (150 hk)/320 Nm: Pumpe/dyse-indsprøjtning, større turbolader, højere ladetryk, ny ladeluftkøler, modificerede kolber, stærkere oliepumpe, forstærkede plejlstænger, forstærket cylinderblok.
  - 2,3 V5 nu med fireventilet topstykke og 125 kW (170 hk)/220 Nm.[7]
  - I kombination med firetrins automatgear benyttes ikke den 1,6-liters 16-ventiler med 77 kW (105 hk), men derimod den 1,6-liters 8-ventiler med 75 kW (102 hk) fra Audi A3.
  - 1,8 T 110 kW (150 hk) nu også for Golf Variant.[7]
- Ny specialmodel Sport Edition med bl.a. sportsundervogn, sportssæder, 17" fælge "Santa Monica", klimaanlæg og centrallåsesystem.
- Nyt femtrins automatgear med Tiptronic (i første omgang kun til TDI 100 og 115 hk).
- Parkeringsdistancekontrol.

November 2000: Fra uge 45 monteres der på 1,4 55 kW (75 hk) en opvarmet krumptaphusudluftning for at undgå motorskader på grund af frost.

### Modelår 2002
Maj 2001:
- Alle motorer nu egnet til LongLife-service.
- SDI samt TDI 90 og 110 hk nu med tandremsskifteinterval 120.000 km.
- TDI 115 hk opgraderes til 96 kW (130 hk).
- Tiptronic nu også til Highline og Colour Concept med 1,8 T 110 kW (150 hk).
- Automatgear ikke længere tilgængeligt til TDI 90 hk.
- TDI 100 hk i overgangsperioden kun tilgængelig med automatgear eller 4Motion.
- 2,0 85 kW (115 hk) nu med balanceaksel.
- Bortfald af blåtonet spejlglas på sidespejlene.
- Basis: Kopholder fortil og bagtil ikke længere standardudstyr.
- Trendline og Comfortline: Kopholder bagtil ikke længere standardudstyr.
- Trendline: Højdejusterbart passagersæde samt fodmåtter bagtil ikke længere standardudstyr.
- GTI: Sportssæder i stedet for Recaro-sæder.
- På biler med fjernbetjent centrallåsesystem bortfalder låsecylinderen i passagerdøren.
- Forbedret startspærre.
- Kørecomputer viser i stilstand nu liter pr. time i stedet for liter pr. 100 km.
- Advarselslampe for åben bagklap tilføjes kombiinstrumentet.
- Bagagerumsstikdåse nu med fjederbelastet afdækningskappe.

Juni 2001: 25-års-jubilæums-GTI med 132 kW (180 hk) og ekstra styling.
Juli 2001:
- Prisstigninger.
- Specialmodel Golf eGeneration i begrænset oplag. Kan kun bestilles over internettet, og med følgende udstyr:
  - Personal Digital Assistent (HP Jornada 548), tillader adgang til internet, trafikinfo, email, netbank og ruteplanlægning og kan afspille mp3.
  - Nokia 6210 med håndfri betjening.
  - eGeneration fås kun som femdørs i farven ravennablå. Motorprogrammet omfatter 2,0 85 kW (115 hk) og 1,9 TDI 96 kW (130 hk), og modellen er udstyret med Climatronic, Radio Beta og elektronikpakke.

Oktober 2001: Ny benzinmotor med direkte indsprøjtning 1,6 FSI 81 kW (110 hk). Kan leveres fra marts 2002.
November 2001:
- Alle biler leveret fra og med 1. november har to års garanti.
- Mekanisk bremseassistent standard på biler bestilt fra og med medio november.

December 2001:
- Basisudstyret udvides med centrallåsesystem, el-ruder, el-justerbare og -opvarmelige sidespejle, delt bagsæde og 15" fælge. Læselampen i passagersiden bortfalder derimod.

Marts 2002: Golf 1,6 FSI kan nu leveres.

### Modelår 2003
Maj 2002:
- GTI nu kun som 1,8 T 132 kW (180 hk) og 1,9 TDI 110 kW (150 hk).
- Alle motorer fra og med 110 kW (150 hk) nu kun som Highline.
- Gearstangsmanchet nu af kunstlæder i stedet for læder.
- Tekstilfodmåtter bortfalder på Trendline og Comfortline.
- Bortfald af den skridfaste måtte i fralægningsrummene (undtagen Highline, GTI og V6).
- Bortfald af gummimåtten med møntholder i fralægningsrummet ved siden af håndbremsen.
- Bortfald af 1,9 TDI 66 kW (90 hk) og 81 kW (110 hk).
- Bortfald af Colour Concept-modellen.
- Specialmodel Champ, baseret på Basis med følgende ekstraudstyr:
  - Baglygter med hvide blinklysindsatse.
  - Skrifttræk Champ.
  - Gardinairbags.
  - Klimaanlæg (på 1,6 FSI Climatronic).
  - Radio alpha.

Juni 2002: Gardinairbags nu standardudstyr.
August 2002:
- Nye AeroTwin-vinduesviskere fra Bosch.
- Sportsmodel R32 med 3,2-liters VR6 med 177 kW (241 hk) og:
  - Firehjulstræk.
  - Karrosseristyling (hækspoiler etc.)
  - Dobbelt rørhale.
  - Sportsundervogn.
  - 6-trins gearkasse.
  - Metal- eller perleeffektlakering.
  - Xenonforlygter, Climatronic, regnsensor, dekorationsindlæg i børstet aluminium, ellers som V6.

December 2002:
- Golf R32 også tilgængelig som femdørs.
- Bortfald af nødnøglen.
- Biltelefon: Nokia 6310i i stedet for 6210.
- Specialmodel Ocean i stedet for Champ, med nøjagtigt samme udstyr men kun nyt navn.
- Specialmodel Pacific med følgende ekstraudstyr:
  - Sidebeskyttelseslister i bilens farve (ligesom på Highline).
  - Baglygter med hvide blinklysindsatse (ligesom på Champ og Ocean).
  - Tyverialarm.
  - Fjernbetjent centrallåsesystem.
  - Kørecomputer.
  - Climatronic.
  - Radio alpha.

Februar 2003: Ny specialmodel GT Sport med følgende udstyr:
- Tilgængelig som 1,6 og 2,0 samt TDI 100 og 130 hk.
- Sidebeskyttelseslister i bilens farve (ligesom på Highline).
- Instrumenter med krompynteringe.
- Sportssæder med indtræk "Jim".
- Tyverialarm.
- Fjernbetjent centrallåsesystem.
- Kørecomputer.
- Climatronic.
- Radio beta.
- Regnsensor.
- Automatisk afblændeligt bakspejl.

Maj 2003: Golf R32 nu tilgængelig med dobbeltkoblingsgearkasse DSG.

### Modelår 2004
28. juni 2003: Golf IV kan ikke længere bestilles med individuelt udstyr (undtagen R32: midten af oktober).
August 2003: Absolut sidste specialmodel af Limousine, Edition, ikke konfigurerbar men med følgende udstyr:
- Tilgængelig som 1,4 og 1,6 samt TDI 100 hk.
- Femdørs.
- Manuelt klimaanlæg.
- Radio beta.
- Cd-afspiller.
- Tågeforlygter.

Oktober 2003: Introduktion af efterfølgeren Golf V. Variant fortsætter indtil videre i produktion.

### Modelår 2005
Maj 2004:
- Bortfald af bagsædets midterarmlæn.
- Tredje nakkestøtte bagi og tredje trepunktssele bagi standard.
- Bortfald af skrifttrækket "SDI".

Oktober 2004:
- Bortfald af 4Motion for Trendline, Comfortline og specialmodeller.
- Bortfald af ekstraudstyret biltelefon.

### Modelår 2006
Maj 2005:
- Bortfald af 4Motion.
- Advarselstrekant standard.

Juli 2005:
- Bortfald af specialmodellerne Ocean, Pacific og GT Sport.
- Nye specialmodeller Atlantic og Atlantic Style.

Atlantic:
- Baglygter med røde blinkerindsatser.
- To kopholdere foran og to kopholdere bagi.
- Sportssæder foran med indtræk "Primero".
- Bilalarm med elektronisk startspærre.
- Climatronic i FSI, ellers manuelt klimaanlæg.
- Kørecomputer.
- Radio alpha.
- Fjernbetjent centrallås.
- Luftdyser ligesom Bora, dog ubelyste.

Atlantic Style: Som Atlantic samt:
- Alufælge 6,5J×16 Atlantic med dæk 205/55 R16.
- Afmørkede forlygtehuse.
- Afmørkede bageste sideruder og bagrude.
- Gearstangsknop/-manchet og håndbremsegreb i læder.
- Treeget sportsrat.
- Højdejusterbare forsæder.
- Parkeringshjælp.
- Climatronic ved alle motorer.

Oktober 2005:
- Bortfald af SDI samt TDI 130 hk.
- Bortfald af Tiptronic til TDI 100 hk.
- Borfald af radioer alpha, beta og gamma.
- Ny radio RCD 200 med mp3-afspiller.
- Fodmåtter og tæpper fremover som udgangspunkt sorte.

December 2005: 12V-stikdåsen i bagagerummet omstilles fra konstant plus til tændingsplus.
Juni 2006: Produktionen af Variant indstilles som den sidste version af Golf IV.

## Modeller

### Golf Variant
Ligesom Golf III fandtes også Golf IV i en stationcarudgave, som var i produktion fra maj 1999 til juni 2006. Modellen benyttede samme motorer og udstyrsvarianter som Golf Limousine.

### Golf R32
Den første Golf R32 opstod som et planlagt begrænset serie på 5.000 biler baseret på Golf IV. Efter den oprindelige succes − miniserien blev specielt på grund af efterspørgslen i USA meget hurtigt udsolgt − besluttede Volkswagen sig for at sætte R32 i serieproduktion, hvilket udviklede sig til en produktion på yderligere ca. 12.000 eksemplarer, 7.000 til Europa og 5.000 til USA.
R'et i R32 står for "Racing" til ære for motorsportsafdelingen "Volkswagen Racing" (tidligere "Volkswagen Motorsport") og "32" for en VR6-motor med et slagvolume på 3,2 liter. Som standard var Golf IV R32 udstyret med en ca. 20 mm sænket sportsundervogn, 225/40-dæk på specielle 18" alufælge "Aristo" som i starten kom fra OZ men senere fra Ronal, sportssæder med integrerede nakkestøtter, 4Motion-firehjulstræk samt sekstrinsgearkasse, men modellen kunne som ekstraudstyr leveres med dobbeltkoblingsgearkassen DSG. Udvendigt adskilte Golf R32 sig med de tre store luftindtag i frontskørterne, dybt placerede sidelister, en tagkantspoiler og begge de bageste enderør på udstødningssystemet fra de almindelige Golf-modeller.
VR6-motoren havde fire ventiler pr. cylinder og en maksimal effekt på 177 kW (241 hk). Accelerationen fra 0 til 100 km/t tog 6,6 sekunder (med DSG 6,4), drejningsmomentet lå på 320 Nm ved 2800 omdr./min., og bilen kunne køre 247 km/t. Derudover opfyldt motoren Euro4-normen. Det todelte udstødningsrør, som var udviklet af Remus, var udstyret med en undertryksafhængig gasspjældsstyring. Alt efter betjeningen af speederen og bilens hastighed blev udstødningsgasserne ført delvist forbi lydpotten gennem et spjæld, som var forbundet med motoren med en undertryksledning. Dette gav VR6-motoren en sportsligere lyd.
I midten af 2003 gennemgik modellen mindre kosmetiske ændringer som f.eks. modificerede sæder med lændestøtte samt en ændret forrude. Der blev ligeledes gennemført mindre modifikationer af tændingssystemet og lydpotten. Denne version betegnes af R32-ejere ofte som "Last Edition". De nordamerikanske modeller adskilte sig fra de europæiske gennem den sorte taghimmel, det standardmonterede skydetag, en ændret undervogn, andre sæder, andre baglygter, sidemarkeringslygter samt brugen af almindelige halogenforlygter i stedet for xenonforlygter.

### Golf GTI
Med introduktionen af Golf IV (1J) kom der også en ny GTI-generation. I modsætning til sine forgængere var den dog mere en udstyrsvariant ligesom Comfortline eller Trendline. Golf IV GTI kunne kendes på de standardmonterede 16" alufælge i krydsegerdesign fra BBS samt instrumentbrætpyntepanelerne i fugleøjeahorn. Modellen havde ligeledes bekvemmere Recaro-sæder, i nogle tilfælde med længdejusterbar benstøtte. Optisk adskilte Golf GTI sig kun lidt fra de andre Golf-versioner men havde det største motorudvalg (med tiden blev svagere motorer udskiftet med stærkere). I sit sidste modelår, 2003, kunne Golf IV GTI kun leveres med 132 kW (180 hk)-motoren fra 25 års-jubilæumsmodellen samt 110 kW (150 hk)-TDI-motoren. 180 hk-udgaven adskilte sig med et rødt "I" i hækemblemet og andre hjul (Montreal II) fra 150 hk-udgaven. På grund af de smallere dæk kunne denne GTI-version opnå en lidt højere topfart end jubilæumsudgaven (228 i stedet for 222 km/t).
I 2001 blev der præsenteret en specialmodel, 25-års-jubilæums-GTI, som adskilte sig tydeligt fra den almindelige GTI med bl.a. en spoilerpakke (front- og hækskørter, sidelister og tagkantspoiler i bilens farve) og mørkere forlygter samt 18" kuglepolerede BBS-alufælge. Bl.a. fik også kabinen enestående ekstraudstyr som f.eks. Recaro-sportssæder med GTI-påtryk, flere røde detaljer, pedaler af hullet aluminium og den allerede i Golf I GTI benyttede, golfboldformede gearknop.
Der blev ikke lavet nogen GTD-version af Golf IV. Denne version hed i stedet GTI TDI.

#### Motorer
- 1,8 T 110 kW (150 hk) hhv. 132 kW (180 hk)
- 2,3 VR5 110 kW (150 hk)
- 2,3 V5 125 kW (170 hk)
- 1.9TDI 150hk

### GolfGeneration
Da Golf-serien i 1999 fyldte 25 år, besluttede Volkswagen at introducere en specialmodel kaldet Generation på modelseriens fødselsdag.
Golf Generation tilbød en kombination af sportslig optik og komfortabelt udstyr. I modsætning til basisversionen var kofangere, sidelister, sidespejlshuse og dørhåndtag som standard lakeret i samme farve som resten af bilen, ligesom på versionerne Highline og GTI. En yderligere sportslig detalje var alufælgene "Montreal" i størrelse 6,5 × 16" på 205/55-dæk. Dørlisterne var lavet i sort/sølv og udstyret med skrifttrækket "GOLF". Også kabinen havde fået ekstraudstyr såsom dyrere materialer og påfaldende farver (f.eks. dekorationsblænder i blå/netoptik samt blå nitter på læderrattet og gearstangsposen). Specialmodellen Generation kunne som den eneste version leveres i farven Technoblå metallic. I sin byggetid fra 1999 til 2000 blev Golf Generation solgt i ca 24.500 eksemplarer.

### Golf Cabriolet
Golf IV Cabriolet svarede i vidt omfang teknisk set til forgængeren. Den var mere en kraftigt faceliftet udgave af Golf III Cabriolet end en ny, på Golf IV baseret cabriolet.
De mest iøjnefaldende ændringer var på interiørets belysningsindretninger (blå instrumentbelysning), rat fra Golf IV samt brug af dyrere materialer end i Golf III. Bortset fra dette var interiøret identisk med Golf III. Udvendigt blev forlygterne modificeret, og var ligesom på Golf IV med klart glas. Nummerpladen blev samtidig flyttet fra bagagerumsklappen til kofangeren, for at komme så tæt på Golf IV's bagende som muligt.
Motorerne var alle sammen overtaget fra Golf III:
- Benzin: 1,6 74 kW (100 hk), 1,8 55 kW (75 hk) hhv. 66 kW (90 hk) og 2,0 85 kW (115 hk).
- Diesel: 1,9 TDI 66 kW (90 hk) hhv. 81 kW (110 hk).

I efteråret 2000 blev programmet indskrænket til 2,0-liters benzinmotoren og den svageste dieselmotor.
Golf IV Cabriolet blev mellem april 1998 og december 2001 bygget hos Karmann i Osnabrück. Nogle eksemplarer blev dog fremstillet i Mexico, hvor de sidste eksemplarer forlod samlebåndet i Puebla i juni 2002.

## Motorer
Motorerne 1,8 92 kW (125 hk), 2,0 85 kW (115 hk), 2,3 VR5 110 kW (150 hk), 2,3 V5 125 kW (170 hk) og 1,9 TDI 66−110 kW (90−150 hk) kunne som ekstraudstyr bestilles med firehjulstræksystemet 4Motion, som var standardudstyr på 2,8 V6 150 kW (204 hk) og 3,2 R32 177 kW (241 hk).

### Tekniske data

#### Benzinmotorer

##### 1,4 til 1,8 liter
|                                                | 1.4                 | 1.4                 | 1.6                             | 1.6                   | 1.6                 | 1.6 FSI                      | 1.8                                         | 1.8 T                     | 1.8 T                           | 1.8 T                     |
| Byggeperiode                                   | 10/1997−5/2000      | 5/2000−8/2003       | 10/1997−9/2000                  | 10/2000−8/2003        | 1/2000−8/2003       | 8/2001−8/2003                | 10/1997−5/2000                              | 10/1997−5/2000            | 5/2000−8/2003                   | 6/2001−8/2003             |
| Motordata                                      |                     |                     |                                 |                       |                     |                              |                                             |                           |                                 |                           |
| Motorkendebogstaver                            | AHW, AKQ, APE       | AXP, BCA            | AEH, AKL, APF                   | AVU, BFQ              | AUS, AZD, ATN, BCB  | BAD                          | AGN                                         | AGU, ARZ                  | AUM                             | AUQ                       |
| Motortype                                      | R4-benzinmotor      | R4-benzinmotor      | R4-benzinmotor                  | R4-benzinmotor        | R4-benzinmotor      | R4-benzinmotor               | R4-benzinmotor                              | R4-benzinmotor            | R4-benzinmotor                  | R4-benzinmotor            |
| Antal ventiler pr. cylinder                    | 4                   | 4                   | 2                               | 2                     | 4                   | 4                            | 5                                           | 5                         | 5                               | 5                         |
| Ventilstyring                                  | DOHC, tandrem       | DOHC, tandrem       | OHC, tandrem                    | OHC, tandrem          | DOHC, tandrem       | DOHC, tandrem                | DOHC, tandrem                               | DOHC, tandrem             | DOHC, tandrem                   | DOHC, tandrem             |
| Fødesystem                                     | Multipoint          | Multipoint          | Multipoint                      | Multipoint            | Multipoint          | Direkte                      | Multipoint                                  | Multipoint                | Multipoint                      | Multipoint                |
| Trykladning                                    | –                   | –                   | –                               | –                     | –                   | –                            | –                                           | Turbolader, ladeluftkøler | Turbolader, ladeluftkøler       | Turbolader, ladeluftkøler |
| Køling                                         | Vandkøling          | Vandkøling          | Vandkøling                      | Vandkøling            | Vandkøling          | Vandkøling                   | Vandkøling                                  | Vandkøling                | Vandkøling                      | Vandkøling                |
| Boring × slaglængde                            | 76,5 × 75,6 mm      | 76,5 × 75,6 mm      | 81,0 × 77,4 mm                  | 81,0 × 77,4 mm        | 76,5 × 86,9 mm      | 76,5 × 86,9 mm               | 81,0 × 86,4 mm                              | 81,0 × 86,4 mm            | 81,0 × 86,4 mm                  | 81,0 × 86,4 mm            |
| Slagvolume                                     | 1390 cm³            | 1390 cm³            | 1595 cm³                        | 1595 cm³              | 1598 cm³            | 1598 cm³                     | 1781 cm³                                    | 1781 cm³                  | 1781 cm³                        | 1781 cm³                  |
| Kompressionsforhold                            | 10,5:1              | 10,5:1              | 10,3:1                          | 10,3:1                | 11,5:1              | 12,0:1                       | 10,3:1                                      | 9,5:1                     | 9,3:1                           | 9,5:1                     |
| Maks. effekt ved omdr./min.                    | 55 kW (75 hk) 5000  | 55 kW (75 hk) 5000  | 74 kW (100 hk) 5600             | 75 kW (102 hk) 5600   | 77 kW (105 hk) 5700 | 81 kW (110 hk) 5800          | 92 kW (125 hk) 6000                         | 110 kW (150 hk) 5700      | 110 kW (150 hk) 5700            | 132 kW (180 hk) 5500      |
| Maks. drejningsmoment ved omdr./min.           | 128 Nm 3300         | 126 Nm 3300         | 145 Nm 3800                     | 148 Nm 3800           | 148 Nm 4500         | 155 Nm 4400                  | 170 Nm 4200                                 | 210 Nm 1750−4600          | 210 Nm 1750−4600                | 235 Nm 1950−5000          |
| Kraftoverførsel                                |                     |                     |                                 |                       |                     |                              |                                             |                           |                                 |                           |
| Drivende hjul (standardudstyr)                 | Forhjul             | Forhjul             | Forhjul                         | Forhjul               | Forhjul             | Forhjul                      | Forhjul                                     | Forhjul                   | Forhjul                         | Forhjul                   |
| Drivende hjul (ekstraudstyr)                   | –                   | –                   | –                               | –                     | –                   | –                            | Alle                                        | –                         | –                               | –                         |
| Gearkasse (standardudstyr)                     | 5-trins manuel      | 5-trins manuel      | 5-trins manuel                  | 4-trins automatisk    | 5-trins manuel      | 5-trins manuel               | 5-trins manuel                              | 5-trins manuel            | 5-trins manuel                  | 6-trins manuel            |
| Gearkasse (ekstraudstyr)                       | –                   | –                   | 4-trins automatisk              | –                     | –                   | –                            | 4-trins automatisk                          | –                         | 5-trins Tiptronic               | –                         |
| Præstationer (Limousine)                       |                     |                     |                                 |                       |                     |                              |                                             |                           |                                 |                           |
| Topfart                                        | 171 km/t            | 171 km/t            | 188 km/t (185 km/t)             | (185 km/t)            | 192 km/t            | 194 km/t                     | 201 km/t (198 km/t) [198 km/t]              | 216 km/t                  | 216 km/t (212 km/t)             | 222 km/t                  |
| Acceleration 0-100 km/t                        | 13,9 sek.           | 14,0 sek.           | 10,9 sek. (12,5 sek.)           | (12,7 sek.)           | 10,8 sek.           | 10,6 sek.                    | 9,9 sek. (11,9 sek.) [11,1 sek.]            | 8,5 sek.                  | 8,5 sek. (9,4 sek.)             | 7,9 sek.                  |
| Brændstofforbrug pr. 100 km ved blandet kørsel | 6,4 liter Blyfri 95 | 6,6 liter Blyfri 95 | 7,6 liter (8,6 liter) Blyfri 95 | (8,0 liter) Blyfri 95 | 6,9 liter Blyfri 98 | 6,2 liter Blyfri 98          | 8,3 liter (9,1 liter) [8,9 liter] Blyfri 95 | 7,9 liter Blyfri 95       | 7,8 liter (8,9 liter) Blyfri 95 | 8,4 liter Blyfri 95       |
| CO2-udslip ved blandet kørsel                  | 154 g/km            | 158 g/km            | 182 g/km (206 g/km)             | (192 g/km)            | 166 g/km            | 149 g/km                     | 199 g/km (218 g/km) [214 g/km]              | 190 g/km                  | 187 g/km (214 g/km)             | 202 g/km                  |
| Præstationer (Variant)                         |                     |                     |                                 |                       |                     |                              |                                             |                           |                                 |                           |
| Topfart                                        | 171 km/t            | 171 km/t            | 188 km/t (185 km/t)             | (185 km/t)            | 192 km/t            | 194 km/t                     | –                                           | –                         | 216 km/t (212 km/t)             | –                         |
| Acceleration 0-100 km/t                        | 15,6 sek.           | 15,6 sek.           | 11,9 sek. (13,7 sek.)           | (13,9 sek.)           | 11,9 sek.           | 11,7 sek.                    | –                                           | –                         | 9,2 sek. (10,1 sek.)            | –                         |
| Brændstofforbrug pr. 100 km ved blandet kørsel | 6,8 liter Blyfri 95 | 6,8 liter Blyfri 95 | 7,5 liter (8,5 liter) Blyfri 95 | (8,1 liter) Blyfri 95 | 7,0 liter Blyfri 98 | 6,3 liter Blyfri 98          | –                                           | –                         | 8,0 liter (9,1 liter) Blyfri 95 | –                         |
| CO2-udslip ved blandet kørsel                  | 163 g/km            | 163 g/km            | 180 g/km (204 g/km)             | (194 g/km)            | 168 g/km            | 151 g/km                     | –                                           | –                         | 192 g/km (218 g/km)             | –                         |
| Bemærkninger                                   |                     |                     |                                 |                       |                     |                              |                                             |                           |                                 |                           |
|                                                |                     |                     |                                 |                       |                     | Ikke egnet til E10-brændstof |                                             |                           |                                 |                           |

1. 1 2  Denne motor findes ikke på det danske modelprogram
2. 1 2 3 4 5  Som Variant til 6/2006
3. 1 2  Værdier i runde parenteser gælder for versioner med automatgear, og i kantede parenteser for versioner med firehjulstræk

##### 2,0 til 3,2 liter
|                                                | 2.0                             | 2.0                   | 2.0                             | 2.0 BiFuel          | 2.3 VR5                                       | 2.3 V5                                      | 2.8 V6                 | 3.2 R32                               |
| Byggeperiode                                   | 1/1999−4/2001                   | 5/2000−8/2003         | 5/2001−8/2003                   | 11/2002−6/2006      | 10/1997−9/2000                                | 10/2000−8/2003                              | 7/1999−8/2003          | 8/2002−8/2003                         |
| Motordata                                      |                                 |                       |                                 |                     |                                               |                                             |                        |                                       |
| Motorkendebogstaver                            | APK, AQY                        | AZH                   | AZJ                             | BEH                 | AGZ                                           | AQN                                         | AQP, AUE, BDE          | BFH                                   |
| Motortype                                      | R4-benzinmotor                  | R4-benzinmotor        | R4-benzinmotor                  | R4-benzinmotor      | VR5-benzinmotor                               | VR5-benzinmotor                             | VR6-benzinmotor        | VR6-benzinmotor                       |
| Antal ventiler pr. cylinder                    | 2                               | 2                     | 2                               | 2                   | 2                                             | 4                                           | 4                      | 4                                     |
| Ventilstyring                                  | DOHC, tandrem                   | DOHC, tandrem         | DOHC, tandrem                   | DOHC, tandrem       | 2 × OHC, kæde                                 | 2 × DOHC, kæde                              | 2 × DOHC, kæde         | 2 × DOHC, kæde                        |
| Fødesystem                                     | Multipoint                      | Multipoint            | Multipoint                      | Multipoint          | Multipoint                                    | Multipoint                                  | Multipoint             | Multipoint                            |
| Trykladning                                    | –                               | –                     | –                               | –                   | –                                             | –                                           | –                      | –                                     |
| Køling                                         | Vandkøling                      | Vandkøling            | Vandkøling                      | Vandkøling          | Vandkøling                                    | Vandkøling                                  | Vandkøling             | Vandkøling                            |
| Boring × slaglængde                            | 82,5 × 92,8 mm                  | 82,5 × 92,8 mm        | 82,5 × 92,8 mm                  | 82,5 × 92,8 mm      | 81,0 × 90,2 mm                                | 81,0 × 90,2 mm                              | 81,0 × 90,3 mm         | 84,0 × 95,9 mm                        |
| Slagvolume                                     | 1984 cm³                        | 1984 cm³              | 1984 cm³                        | 1984 cm³            | 2324 cm³                                      | 2324 cm³                                    | 2792 cm³               | 3189 cm³                              |
| Kompressionsforhold                            | 10,5:1                          | 10,3:1                | 10,3:1                          | 10,3:1              | 10,2:1                                        | 10,8:1                                      | 10,5:1                 | 11,3:1                                |
| Maks. effekt ved omdr./min.                    | 85 kW (115 hk) 5200             | 85 kW (115 hk) 5400   | 85 kW (115 hk) 5400             | 75 kW (102 hk) 5500 | 110 kW (150 hk) 6000                          | 125 kW (170 hk) 6200                        | 150 kW (204 hk) 6200   | 177 kW (241 hk) 6250                  |
| Maks. drejningsmoment ved omdr./min.           | 170 Nm 2400                     | 170 Nm 2400           | 172 Nm 3200                     | 151 Nm 3750         | 205 Nm 3200                                   | 220 Nm 3300                                 | 270 Nm 3200            | 320 Nm 2800−3200                      |
| Kraftoverførsel                                |                                 |                       |                                 |                     |                                               |                                             |                        |                                       |
| Drivende hjul (standardudstyr)                 | Forhjul                         | Alle                  | Forhjul                         | Forhjul             | Forhjul                                       | Forhjul                                     | Alle                   | Alle                                  |
| Drivende hjul (ekstraudstyr)                   | –                               | –                     | –                               | Alle                | Alle                                          | –                                           | –                      | –                                     |
| Gearkasse (standardudstyr)                     | 5-trins manuel                  | 5-trins manuel        | 5-trins manuel                  | 5-trins manuel      | 5-trins manuel                                | 5-trins manuel                              | 6-trins manuel         | 6-trins manuel                        |
| Gearkasse (ekstraudstyr)                       | 4-trins automatisk              | –                     | 4-trins automatisk              | –                   | 4-trins automatisk                            | 5-trins Tiptronic                           | –                      | 6-trins DSG                           |
| Præstationer (Limousine)                       |                                 |                       |                                 |                     |                                               |                                             |                        |                                       |
| Topfart                                        | 195 km/t (192 km/t)             | [192 km/t]            | 195 km/t (192 km/t)             | –                   | 216 km/t (212 km/t) [211 km/t]                | 224 km/t (220 km/t) [218 km/t]              | [235 km/t]             | [247 km/t] [(247 km/t)]               |
| Acceleration 0-100 km/t                        | 10,5 sek. (11,9 sek.)           | [11,2 sek.]           | 10,5 sek. (11,7 sek.)           | –                   | 8,8 sek. (9,7 sek.) [9,8 sek.]                | 8,2 sek. (8,9 sek.) [8,8 sek.]              | [7,1 sek.]             | [6,6 sek.] [(6,4 sek.)]               |
| Brændstofforbrug pr. 100 km ved blandet kørsel | 7,9 liter (8,9 liter) Blyfri 95 | [8,7 liter] Blyfri 95 | 7,9 liter (9,0 liter) Blyfri 95 | –                   | 9,3 liter (9,9 liter) [10,4 liter] Blyfri 95  | 8,7 liter (9,6 liter) [9,9 liter] Blyfri 98 | [10,8 liter] Blyfri 98 | [11,5 liter] [(10,2 liter)] Blyfri 98 |
| CO2-udslip ved blandet kørsel                  | 190 g/km (214 g/km)             | [209 g/km]            | 190 g/km (216 g/km)             | –                   | 223 g/km (238 g/km) [250 g/km]                | 209 g/km (230 g/km) [238 g/km]              | [259 g/km]             | [276 g/km]                            |
| Præstationer (Variant)                         |                                 |                       |                                 |                     |                                               |                                             |                        |                                       |
| Topfart                                        | 195 km/t (192 km/t)             | [192 km/t]            | 195 km/t (192 km/t)             | 185 km/t            | 216 km/t (212 km/t) [211 km/t]                | 224 km/t [218 km/t]                         | [235 km/t]             | –                                     |
| Acceleration 0-100 km/t                        | 11,4 sek. (12,9 sek.)           | [12,0 sek.]           | 11,4 sek. (12,8 sek.)           | 13,3 sek.           | 9,4 sek. (10,5 sek.) [10,5 sek.]              | 8,9 sek. [9,3 sek.]                         | [7,6 sek.]             | –                                     |
| Brændstofforbrug pr. 100 km ved blandet kørsel | 8,0 liter (9,1 liter) Blyfri 95 | [8,8 liter] Blyfri 95 | 8,0 liter (9,1 liter) Blyfri 95 | 6,0 kg Naturgas     | 9,4 liter (10,1 liter) [10,5 liter] Blyfri 95 | 8,8 liter [10,0 liter] Blyfri 98            | [11,0 liter] Blyfri 98 | –                                     |
| CO2-udslip ved blandet kørsel                  | 192 g/km (218 g/km)             | [211 g/km]            | 192 g/km (218 g/km)             |                     | 226 g/km (242 g/km) [252 g/km]                | 211 g/km [240 g/km]                         | [264 g/km]             | –                                     |

1. ↑  Denne motor findes ikke på det danske modelprogram
2. ↑  Data opgivet for gasdrift; i benzindrift identiske med den rent benzindrevne 2,0 (AZJ)
3. ↑  Som Variant til 5/2005
4. ↑  Som Variant til 6/2006
5. ↑  4Motion: 6-trins manuel
6. 1 2  Værdier i runde parenteser gælder for versioner med automatgear, og i kantede parenteser for versioner med firehjulstræk

#### Dieselmotorer
|                                                | 1.9 SDI            | 1.9 TDI                                  | 1.9 TDI                      | 1.9 TDI                      | 1.9 TDI                   | 1.9 TDI                                  | 1.9 TDI                      | 1.9 TDI                                  | 1.9 TDI                                  | 1.9 TDI                      |
| Byggeperiode                                   | 10/1997−8/2003     | 10/1997−4/2002                           | 10/1997−4/2002               | 10/1997−5/2000               | 5/2000−4/2002             | 10/2000−8/2003                           | 5/1999−7/2001                | 1/2000−7/2001                            | 4/2001−8/2003                            | 10/2000−8/2003               |
| Motordata                                      |                    |                                          |                              |                              |                           |                                          |                              |                                          |                                          |                              |
| Motorkendebogstaver                            | AGP, AQM           | AGR                                      | ALH                          | AHF                          | ASV                       | ATD, AXR                                 | AJM                          | AUY                                      | ASZ                                      | ARL                          |
| Motortype                                      | R4-dieselmotor     | R4-dieselmotor                           | R4-dieselmotor               | R4-dieselmotor               | R4-dieselmotor            | R4-dieselmotor                           | R4-dieselmotor               | R4-dieselmotor                           | R4-dieselmotor                           | R4-dieselmotor               |
| Antal ventiler pr. cylinder                    | 2                  | 2                                        | 2                            | 2                            | 2                         | 2                                        | 2                            | 2                                        | 2                                        | 2                            |
| Ventilstyring                                  | OHC, tandrem       | OHC, tandrem                             | OHC, tandrem                 | OHC, tandrem                 | OHC, tandrem              | OHC, tandrem                             | OHC, tandrem                 | OHC, tandrem                             | OHC, tandrem                             | OHC, tandrem                 |
| Fødesystem                                     | Direkte            | Direkte                                  | Direkte                      | Direkte                      | Direkte                   | Pumpe/dyse                               | Pumpe/dyse                   | Pumpe/dyse                               | Pumpe/dyse                               | Pumpe/dyse                   |
| Trykladning                                    | –                  | Turbolader, ladeluftkøler                | Turbolader, ladeluftkøler    | Turbolader, ladeluftkøler    | Turbolader, ladeluftkøler | Turbolader, ladeluftkøler                | Turbolader, ladeluftkøler    | Turbolader, ladeluftkøler                | Turbolader, ladeluftkøler                | Turbolader, ladeluftkøler    |
| Køling                                         | Vandkøling         | Vandkøling                               | Vandkøling                   | Vandkøling                   | Vandkøling                | Vandkøling                               | Vandkøling                   | Vandkøling                               | Vandkøling                               | Vandkøling                   |
| Boring × slaglængde                            | 79,5 × 95,5 mm     | 79,5 × 95,5 mm                           | 79,5 × 95,5 mm               | 79,5 × 95,5 mm               | 79,5 × 95,5 mm            | 79,5 × 95,5 mm                           | 79,5 × 95,5 mm               | 79,5 × 95,5 mm                           | 79,5 × 95,5 mm                           | 79,5 × 95,5 mm               |
| Slagvolume                                     | 1896 cm³           | 1896 cm³                                 | 1896 cm³                     | 1896 cm³                     | 1896 cm³                  | 1896 cm³                                 | 1896 cm³                     | 1896 cm³                                 | 1896 cm³                                 | 1896 cm³                     |
| Kompressionsforhold                            | 19,5:1             | 19,5:1                                   | 19,5:1                       | 19,5:1                       | 19,5:1                    | 19,0:1                                   | 18,0:1                       | 18,0:1                                   | 19,0:1                                   | 18,5:1                       |
| Maks. effekt ved omdr./min.                    | 50 kW (68 hk) 4200 | 66 kW (90 hk) 4000                       | 66 kW (90 hk) 3750           | 81 kW (110 hk) 4150          | 81 kW (110 hk) 4000       | 74 kW (100 hk) 4000                      | 85 kW (115 hk) 4000          | 85 kW (115 hk) 4000                      | 96 kW (130 hk) 4000                      | 110 kW (150 hk) 4000         |
| Maks. drejningsmoment ved omdr./min.           | 133 Nm 2200−2600   | 210 Nm 1900                              | 210 Nm 1900                  | 235 Nm 1900                  | 235 Nm 1900               | 240 Nm 1800−2400                         | 285 Nm 1900                  | 310 Nm 1900                              | 310 Nm 1900                              | 320 Nm 1900                  |
| Kraftoverførsel                                |                    |                                          |                              |                              |                           |                                          |                              |                                          |                                          |                              |
| Drivende hjul (standardudstyr)                 | Forhjul            | Forhjul                                  | Forhjul                      | Forhjul                      | Forhjul                   | Forhjul                                  | Forhjul                      | Forhjul                                  | Forhjul                                  | Forhjul                      |
| Drivende hjul (ekstraudstyr)                   | –                  | Alle                                     | –                            | –                            | –                         | Alle                                     | Alle                         | Alle                                     | Alle                                     | Alle                         |
| Gearkasse (standardudstyr)                     | 5-trins manuel     | 5-trins manuel                           | 5-trins manuel               | 5-trins manuel               | 5-trins manuel            | 5-trins manuel                           | 5-trins manuel               | 6-trins manuel                           | 6-trins manuel                           | 6-trins manuel               |
| Gearkasse (ekstraudstyr)                       | –                  | 4-trins automatisk                       | 4-trins automatisk           | 4-trins automatisk           | –                         | 5-trins Tiptronic                        | –                            | 5-trins Tiptronic                        | 5-trins Tiptronic                        | –                            |
| Præstationer (Limousine)                       |                    |                                          |                              |                              |                           |                                          |                              |                                          |                                          |                              |
| Topfart                                        | 160 km/t           | 180 km/t (176 km/t) [177 km/t]           | 180 km/t (176 km/t)          | 193 km/t (190 km/t)          | 193 km/t                  | 188 km/t (184 km/t) [185 km/t]           | 195 km/t [192 km/t]          | 195 km/t (192 km/t) [192 km/t]           | 205 km/t (202 km/t) [202 km/t]           | 216 km/t [211 km/t]          |
| Acceleration 0-100 km/t                        | 17,2 sek.          | 12,4 sek. (13,9 sek.) [13,9 sek.]        | 12,4 sek. (13,9 sek.)        | 10,6 sek. (11,9 sek.)        | 10,6 sek.                 | 11,3 sek. (12,7 sek.) [12,4 sek.]        | 10,3 sek. [10,6 sek.]        | 10,3 sek. (11,0 sek.) [10,8 sek.]        | 9,6 sek. (10,3 sek.) [9,7 sek.]          | 8,6 sek. [8,8 sek.]          |
| Brændstofforbrug pr. 100 km ved blandet kørsel | 5,1 liter Diesel   | 4,9 liter (6,3 liter) [5,5 liter] Diesel | 4,9 liter (6,3 liter) Diesel | 4,9 liter (6,3 liter) Diesel | 4,9 liter Diesel          | 5,2 liter (6,4 liter) [6,2 liter] Diesel | 5,1 liter [6,1 liter] Diesel | 5,1 liter (6,2 liter) [6,1 liter] Diesel | 5,2 liter (6,5 liter) [6,2 liter] Diesel | 5,3 liter [6,2 liter] Diesel |
| CO2-udslip ved blandet kørsel                  | 138 g/km           | 132 g/km (170 g/km) [149 g/km]           | 132 g/km (170 g/km)          | 132 g/km (170 g/km)          | 132 g/km                  | 140 g/km (173 g/km) [167 g/km]           | 138 g/km [165 g/km]          | 138 g/km (167 g/km) [165 g/km]           | 140 g/km (176 g/km) [167 g/km]           | 143 g/km [167 g/km]          |
| Præstationer (Variant)                         |                    |                                          |                              |                              |                           |                                          |                              |                                          |                                          |                              |
| Topfart                                        | 160 km/t           | 180 km/t (176 km/t) [177 km/t]           | 180 km/t (176 km/t)          | 193 km/t (190 km/t)          | 193 km/t                  | 188 km/t (184 km/t) [185 km/t]           | 195 km/t [192 km/t]          | 195 km/t (192 km/t) [192 km/t]           | 205 km/t (202 km/t) [202 km/t]           | –                            |
| Acceleration 0-100 km/t                        | 18,7 sek.          | 13,1 sek. (15,0 sek.) [15,0 sek.]        | 13,1 sek. (15,0 sek.)        | 11,3 sek. (12,8 sek.)        | 11,3 sek.                 | 12,7 sek. (13,9 sek.) [13,2 sek.]        | 11,1 sek. [11,5 sek.]        | 11,1 sek. (11,8 sek.) [11,5 sek.]        | 10,5 sek. (11,4 sek.) [10,3 sek.]        | –                            |
| Brændstofforbrug pr. 100 km ved blandet kørsel | 5,2 liter Diesel   | 5,0 liter (6,3 liter) [5,7 liter] Diesel | 5,0 liter (6,3 liter) Diesel | 5,0 liter (6,4 liter) Diesel | 5,0 liter Diesel          | 5,2 liter (6,5 liter) [6,3 liter] Diesel | 5,3 liter [6,2 liter] Diesel | 5,3 liter (6,3 liter) [6,2 liter] Diesel | 5,4 liter (6,5 liter) [6,3 liter] Diesel | –                            |
| CO2-udslip ved blandet kørsel                  | 140 g/km           | 135 g/km (170 g/km) [154 g/km]           | 135 g/km (170 g/km)          | 135 g/km (173 g/km)          | 135 g/km                  | 140 g/km (176 g/km) [170 g/km]           | 143 g/km [167 g/km]          | 143 g/km (170 g/km) [167 g/km]           | 146 g/km (176 g/km) [170 g/km]           | –                            |

1. 1 2  Som Variant til 10/2005
2. ↑  Som Variant til 6/2006
3. ↑  4Motion: 6-trins manuel
4. 1 2  Værdier i runde parenteser gælder for versioner med automatgear, og i kantede parenteser for versioner med firehjulstræk

## Sikkerhed
Det svenske forsikringsselskab Folksam vurderer flere forskellige bilmodeller ud fra oplysninger fra virkelige ulykker, hvorved risikoen for død eller invaliditet i tilfælde af en ulykke måles. I rapporterne Hur säker är bilen? er/var Golf i årgangene 1998 til 2004 klassificeret som følger:
- 2003: Ned til 15 % dårligere end middelbilen[9]
- 2005: Som middelbilen[10]
- 2007: Som middelbilen[11]
- 2009: Som middelbilen[12]
- 2011: Som middelbilen[13]
- 2013: Som middelbilen[14]
- 2015: Som middelbilen[15]
- 2017: Mindst 20 % bedre end middelbilen[16]